# Относителна влажност
Относителната влажност на въздуха е отношението на парциалното налягане на водните пари към равновесното налягане на парите на водата при дадена температура. С други думи това е отношението между количеството налична влага във въздуха и максималното количество влага, което същият въздух може да задържи при същата температура и атмосферно налягане. Относителната влажност на въздуха се изразява в проценти. Така например, ако за насищането на 1 m³ въздух са необходими 10 mm водни пари, а той съдържа само 6 mm, неговата относителна влажност ще бъде равна на 60% (6х100:10=60%).
При изменението на температурата се променя и относителната влажност на въздуха. С настъпване на температурния максимум относителната влажност намалява, а с настъпването на температурния минимум – се повишава. Същата закономерност се наблюдава и в годишния ѝ ход – намаление на относителната влажност през топлото полугодие и увеличение през студеното. Следователно отношението между относителната влажност и температурата на въздуха е противоположно. Колкото по-висока е температурата толкова въздухът е по-далеч от своето насищане, а относителната му влажност е по-малка. В полярните страни, където температурите са изобщо ниски, относителната влажност е голяма, а в тропиците (особено на сушата) – малка. Най-малка относителна влажност се наблюдава в пустинните области на Земята.
Когато относителната влажност на въздуха е по-висока от тази, която може да се задържи при дадената температура и атмосферно налягане, тя пада на земята под формата на валеж. Валежите могат да са вертикални (дъжд, сняг) и хоризонтални (роса, мъгла).

## Измерване
Хигрометърът е устройство за измерване на относителната влажност на въздуха.

## Значение за горските пожари
Относителната влажност на въздуха е една от метеорологичните характеристики, която има значение при запалването и развитието на горски пожари. Около 30% относителна влажност на въздуха е критичната стойност, под която горските пожари се овладяват трудно и се класифицират като неконтролируеми.
Относителната влажност на въздуха варира в зависимост от момента от време през деня. Преди изгрева на слънцето температурата на въздуха е най-ниска, а относителната му влажност – най-висока. С изгрева температурата започва да се повишава, а относителната влажност на въздуха – да намалява. Максималната температура на въздуха и минимална относителна влажност се постигат в ранните следобедни часове (около 14 часа), и в този момент горимите материали са най-сухи.
Със залеза на слънцето започва обратният процес по намаляване на температурата и повишаване на относителната влажност на въздуха. Така при едни и същи горими материали, пожар може да се развие по различен начин в зависимост от момента от денонощието, когато той започва, като най-висока е пожарната опасност между 10 и 17 часа, когато и ветровете са най-силни, а най-ниска е опасността между 2 и 6 часа сутринта, когато и ветровете са най-слаби.